# Club Balonmano Kukullaga
El Club de Balonmano Femenino Kukullaga (Echévarri, septiembre de 1983) es un club deportivo dirigido al fomento del balonmano femenino en el municipio vizcaíno de Etxebarri.

## Trayectoria
Los orígenes del Club de Balonmano Femenino Kukullaga se remontan al mes de septiembre de 1983. En esta fecha, nace el equipo formado por jugadoras, todas ellas, estudiantes del Colegio Público San Antonio de Etxebarri.
Pese a que en las dos primeras temporadas se participa únicamente en categoría cadete, con el tiempo se van completando todas las categorías, creándose el equipo sénior en la temporada 1988-1989. Precisamente en esta temporada, el Club comienza a despuntar disputándose su primera fase de ascenso a la Primera División Estatal. El ascenso no llegó hasta el año 1991.
Desde 1991 hasta la temporada 2010-11 el "KUKU", como coloquialmente se conoce al CB Kukullaga, se mantuvo en la categoría de plata de forma ininterrumpida, llegando definitivamente al ascenso en junio de 2011 a División de Honor. Desde entonces el Club juega en la máxima categoría del balonmano nacional femenino.
Las miras del CB Kukullaga van más allá de la agrupación deportiva ya que desde su fundación se ha dirigido al fomento del Balonmano Femenino en Echévarri. Con esa misión se crea en 2001 la Escuela de Balonmano Kukullaga con el doble objetivo de:
- Ofrecer una nueva opción de deporte educativo a las niñas de Echévarri.[3]
- Posibilitar la aparición de futuros talentos deportivos en el ámbito del balonmano. Las miras del CB Kukullaga van más allá de la agrupación deportiva ya que desde su fundación se ha dirigido al fomento del Balonmano Femenino en Echévarri.

Como política de identidad propia, el Club, desde sus orígenes ha procurado que sus equipos se nutran lo máximo posible de jugadoras formadas en su cantera, propiciando que durante bastantes años el organigrama del Club se asemeje a un árbol genealógico, donde la junta directiva está compuesta por los familiares de las propias jugadoras. Esta política se ha ido flexibilizando de modo que en la actualidad, la mitad de las jugadoras del equipo sénior pertenecen a la cantera Etxebarritarra y la otra mitad proceden de otros clubes.
Lydia Montes fue durante 8 años hasta la temporada 2017-18 la entrenadora del Equipo de División de Honor Plata del Club de Balonmano Femenino Kukullaga.
Desde el año 2016 Txerra Resa es el director deportivo del Club de Balonmano Femenino Kukullaga.
En 2024 fue galardonado por la Real Federación Española de Balonmano con la Placa al Mérito Deportivo.
En 2025 su equipo cadete se proclamó Campeón de España al imponerse la final al SPL Lanzarote Puerto del Carmen en la tanda de lanzamientos de siete metros.

## Palmarés por temporada
Desde el año 1991 que ingresan en Primera Nacional hasta el año 2011 que logran el ascenso a categoría de División de Honor. Desde el año 2013 juegan en categoría de División de Honor Plata.
| Equipo Balonmano Kukullaga 2016-17 | \| Temporada \| Cat. \| División \| Pos. \| \| --------- \| ---- \| --------------------------------- \| ---- \| \| 1991-92 \| 2 \| Primera Nacional \| \| \| 1992-93 \| 2 \| Primera Nacional \| \| \| 1993-94 \| 2 \| Primera Nacional \| \| \| 1994-95 \| 2 \| Primera Nacional \| \| \| 1995-96 \| 2 \| Primera Nacional \| \| \| 1996-97 \| 2 \| Primera Nacional \| \| \| 1997-98 \| 2 \| Primera Nacional \| \| \| 1998-99 \| 2 \| Primera Nacional \| \| \| 1999-00 \| 2 \| Primera Nacional \| \| \| 2000-11 \| 2 \| Primera Nacional \| \| \| 2011-12 \| 1 \| División de Honor \| \| \| 2012-13 \| 1 \| División de Honor \| \| \| 2013–14 \| 2 \| División de Honor Plata \| \| \| 2014–15 \| 2 \| División de Honor Plata \| \| \| 2015–16 \| 2 \| División de Honor Plata \| \| \| 2016-17 \| 2 \| División de Honor Plata \| \| \| 2017–18 \| 2 \| División de Honor Plata (Grupo B) \| 7ª \| \| 2018–19 \| 2 \| División de Honor Plata (Grupo B) \| 5ª \| \| 2019–20 \| 2 \| División de Honor Plata (Grupo B) \| 6ª \| \| 2020–21 \| 2 \| División de Honor Plata (Grupo B) \| 5ª \| \| 2021–22 \| 3[9] \| División de Honor Plata (Grupo B) \| 5ª \| \| 2022–23 \| 3 \| División de Honor Plata (Grupo B) \| 10.ª \| \| 2023–24 \| 3 \| División de Honor Plata (Grupo B) \| 11.º \| |                                   |      |
| Temporada                          | Cat. | División                          | Pos. |
| 1991-92                            | 2 | Primera Nacional                  |      |
| 1992-93                            | 2 | Primera Nacional                  |      |
| 1993-94                            | 2 | Primera Nacional                  |      |
| 1994-95                            | 2 | Primera Nacional                  |      |
| 1995-96                            | 2 | Primera Nacional                  |      |
| 1996-97                            | 2 | Primera Nacional                  |      |
| 1997-98                            | 2 | Primera Nacional                  |      |
| 1998-99                            | 2 | Primera Nacional                  |      |
| 1999-00                            | 2 | Primera Nacional                  |      |
| 2000-11                            | 2 | Primera Nacional                  |      |
| 2011-12                            | 1 | División de Honor                 |      |
| 2012-13                            | 1 | División de Honor                 |      |
| 2013–14                            | 2 | División de Honor Plata           |      |
| 2014–15                            | 2 | División de Honor Plata           |      |
| 2015–16                            | 2 | División de Honor Plata           |      |
| 2016-17                            | 2 | División de Honor Plata           |      |
| 2017–18                            | 2 | División de Honor Plata (Grupo B) | 7ª   |
| 2018–19                            | 2 | División de Honor Plata (Grupo B) | 5ª   |
| 2019–20                            | 2 | División de Honor Plata (Grupo B) | 6ª   |
| 2020–21                            | 2 | División de Honor Plata (Grupo B) | 5ª   |
| 2021–22                            | 3 | División de Honor Plata (Grupo B) | 5ª   |
| 2022–23                            | 3 | División de Honor Plata (Grupo B) | 10.ª |
| 2023–24                            | 3 | División de Honor Plata (Grupo B) | 11.º |

## Equipo
Plantilla
Equipo para la temporada 2017–18.
Porteras
- Olatz Pujana Barrenetxea
- Ane Fernández García

Extremos
- Irene Coello Aguilar

- Paula González González

Laterales
- Sonia Antolín Madrazo

- Lucía Pérez Ramos
- Izaskun Salomé Olasagasti Sánchez

- Andrea Fernández Mendoza
- Garazi Elorriaga Albano
- Irati Vázquez Asenjo
- Imane Jedyane Lebied

Pivotes
- Maider Rodríguez Rodríguez
- Sarai Bermejo García
- Ariane Pedrosa Sandez

Equipo técnico
- Entrenador:  Mikel Martín Corta
- Oficial:  José Ángel Fernández de Aranguiz Martínez
- Oficial:  Mª Begoña Asenjo García
- Auxiliar de equipo:  José Ángel Fernández de Aranguiz Martínez
- Fisioterapeuta:  Ibón Pereita Aramaio
- Médico:  Iñigo Calonge Fraile

## Uniforme
El uniforme titular de Club Balonmano Kukullaga: 
Jugadoras: 
Camiseta naranja y pantalón negro. 
Porteras: 
Camiseta amarilla y pantalón negro. 
El uniforme suplente: 
Jugadoras: 
Camiseta verde y pantalón negro. 
Portero: 
Camiseta azul y pantalón negro.

## Pabellón
El pabellón oficial del equipo es el Polideportivo Municipal de Echévarri del que es titular el Ayuntamiento de la localidad. El Polideportivo Municipal de Echévarri está situado en la Avenida San Antonio de Etxebarri y posee una capacidad para aproximadamente 2000 personas.